# Oktil acetat
Oktil acetat, ili oktil etanoat, je estar koji se formira iz oktanola (oktil alkohola) i sirćetne kiseline. 
Oktil acetat se može sintetisati reakcijom kondenzacije:

## Upotreba
Oktil acetat ima miris voća, te se korist kao osnova za veštačke ukuse i parfeme. On se takođe koristi kao rastvarač za nitrocelulozu, voskove, ulja i neke smole.